# Самуель Єжи Пражмовський
Самуель Єжи Пражмовський (пол. Samuel Jerzy Prażmowski; 1631–1688) — державний та військовий діяч, урядник Речі Посполитої.

## Життєпис
Походив з польського шляхетського роду гербу Беліна. Син Анджея Пражмовського, варшавського каштеляна, і Ядвіги Зофії Кожуховської. Народився у Пражмуві 1631 року. Здобув клачисну освіту. 1652 року стає плоцьким мечником. 1653 року обирається від Плоцького воєводства депатутом на сейм. Брав участь у військових діях на боці короля Яна II Казимира під час шведської навали. 1658 року отримує посади плоцького підстолія та рожанського хорунжого. Того ж року знову обирається депутатом. 1659 року стає хорунжим варшавським.
Завдяки впливу свого брата Миколая 1661 року став хорунжим надворним коронним. 1662 року отримує староство кшепицьке, 1663 року — вишогрудське. 1665 року під час рокоша Любомирського повсталі розградували староство кшепицьке. 1667 року замість кшепицького староства отримав варецьке. 1667 року обирається депутатом сейму. 1668 року був депутатом надзвичайного сейму, де зрікся трону Ян II Казимир. Того ж року від Черської землі Мазовецького воєводства обирається депутатом конвокаційного сейму. Був членом генеральної конфедерації, створеної 5 листопада того ж року на цьому сеймі. У 1669 році від Черської землі обирається депутатом на коронаційний сейм, де підтримав Міхала Корибута Вишневецького. За це від останнього отримав посаду плоцького воєводи.
У 1672 році його відправили до Франції для розмови про французьку кандидатуру на трон Речі Посполитої у зв'язку з запланованою детронацією Міхала Вишневецького. Плоцька шляхта зайняла різку позицію проти свого воєводи. Членами Ґолембської конфедерації був засуджений до втрати посади та конфіскації спадкового майна. Обвинувачення не торкалося дружини Самуеля Єжи, а примас Миколай Пражмовський, захищаючи себе та братів, пояснив, що плоцький воєвода виїхав за кордон на лікування у водах і у нього немає грошей на повернення. Самуїл Єжи повернувся до Польщі після пацифікаційного сейму 1673 року.
1674 року як сенатор брав участь в елекційному сеймі, де підтримав кандидатуру Яна Собеського. Брав участь у сеймах 1676 і 1681 році. На чолі власної гусарської корогви відзначився у битві під Віднем 1683 року. Помер 1688 року.

## Родина
Дружина — Зофія Петронелла, донька Міхала Станіслава Тарновського, каштеляна войніцького